# Vanity Lewerissa
Vanity Tonja Caroll Lewerissa (* 1. April 1991 in Maastricht) ist eine ehemalige niederländische Fußballspielerin.

## Karriere

### Vereine
Nach ihrer Jugend bei WVV '28 spielte Lewerissa von  2010 bis 2011 bei VVV-Venlo. 2011 wechselte sie zum belgischen Meister Standard Lüttich, der bis 2012 in der obersten belgischen Liga spielte und seit 2012 in der neuen gemeinsamen belgisch-niederländischen Frauenliga BeNe League spielt. Mit Lüttich wurde sie gleich in ihrem ersten Jahr Meister, Pokalsieger und Supercup-Gewinner. In den beiden folgenden Jahren wurde hinter dem niederländischen Verein FC Twente Enschede jeweils der zweite Platz belegt, wodurch Lüttich belgischer Meister wurde. In der Saison 2014/15 konnte Lüttich die Verhältnisse umkehren und wurde vor Twente Erster der Liga und damit wieder belgischer Meister.
Als Meister nahm Lüttich an der UEFA Women’s Champions League teil. Am 27. September 2011 bestritt Lewerissa im Sechzehntelfinale der UEFA Women’s Champions League 2011/12 ihr erstes Champions-League-Spiel, verlor aber im heimischen Stadion mit 0:2. Zwar konnte das Rückspiel mit 4:3 gewonnen werden, die Tordifferenz sprach aber für die Däninnen. Im folgenden Jahr kam wieder das Aus im Sechzehntelfinale, diesmal gegen 1. FFC Turbine Potsdam durch zwei Niederlagen (1:3 und 0:5). 2013/14 war ebenfalls im Sechzehntelfinale Schluss, diesmal gegen Glasgow City LFC. Beim 2:2 im Hinspiel hatte Lewerissa das 1:0 erzielt. 2014 musste sich die Mannschaft über die Gruppenphase qualifizieren, wobei Lewerissa in den drei Gruppenspielen zum Einsatz kam. Dabei gelang zwar ein 10:0 gegen Cardiff Met. LFC, wobei Lewerissa zwei Tore erzielte, und ein 1:0 gegen ASA Tel-Aviv FC, da aber gegen den portugiesischen Meister Atlético Ouriense mit 0:1 verloren wurde, schieden die Belgierinnen aufgrund des direkten Vergleichs aus. Nach dem Meistertitel 2015 konnte Lüttich in der Saison UEFA Women’s Champions League 2015/16 einen neuen Anlauf nehmen, aber ohne Lewerissa, da sie zur Saison 2015/16 zum  PSV Eindhoven wechselte.
Zur Saison 2018/19 wechselte sie zu Ajax. Mit Ajax gewann sie den niederländischen Pokal, wobei sie im Finale in der dritten Minute der Nachspielzeit den 2:1-Siegtreffer gegen Zwolle erzielte. Nach drei Spielzeiten bei Ajax kehrte sie zurück nach Lüttich.

### Nationalmannschaft
Erstmals trug sie das orange Trikot am 1. Juni 2006 für die U-17-Mannschaft  bei einem Freundschaftsturnier und nahm auch darauf an mehreren Freundschaftsspielen teil. Ihr erstes Pflichtspiel bestritt sie im Oktober 2007 in der Qualifikation zur U-17-Fußball-Europameisterschaft der Frauen 2008, der ersten europaweiten Meisterschaft für diese weibliche Altersklasse. Die Niederländerinnen setzten sich in der ersten Runde zusammen mit den gastgebenden Polinnen durch und erreichten die zweite Runde. In dieser im März 2008 ausgetragenen Runde waren dann die Engländerinnen stärker. Bereits im November des Vorjahres hatte sie erstmals für die U19-Mannschaft gespielt, für die sie dann auch im April 2008 in der 2. Qualifikationsrunde zur U-19-Fußball-Europameisterschaft der Frauen 2008 antrat, aber an Spanien scheiterte. Im September unternahm sie mit der U-19 einen neuen Anlauf und konnte sich bei einem Turnier in Litauen zusammen mit Spanien für die 2. Runde qualifizieren. Diese fand im April 2009 in der Schweiz statt und die Schweizerinnen nutzen ihren Heimvorteil aus. Auch bei der nächsten Auflage war sie noch dabei und profitierte nun ihrerseits vom Heimvorteil in der ersten Runde. Die zweite Runde, in der die Niederländerinnen wiederum Heimrecht hatten, fand ohne sie statt. Ihre Mitspielerinnen konnten sich aber für die Endrunde qualifizieren, an der sie dann wieder teilnahm. Lewerissa kam in den drei Gruppenspielen zum Einsatz durch die ihre Mannschaft das Halbfinale erreichte. Dieses fand dann ohne sie statt und ihre Mitspielerinnen scheiterten im Elfmeterschießen an England. Damit endete ihre Zeit als Juniorinnen-Nationalspielerin.
Ihr erstes Länderspiel für die A-Nationalmannschaft machte sie dann erst fast fünf Jahre später am 6. März 2015 beim Zypern-Cup 2015 gegen Kanada. Die Niederländerinnen konnten ihre Leistungen aus der WM-Qualifikations in Zypern nicht bestätigen und verloren z. B. das Spiel um Platz 7 gegen die Schottinnen, die sie in den WM-Playoffs noch ausgeschaltet hatten. Am 15. April 2015 wurde sie zunächst in den vorläufigen Kader für die WM 2015 berufen und dann auch am 10. Mai in den endgültigen Kader. Bei der WM kam sie aber nicht zum Einsatz. Für die EM 2017 in ihrer Heimat wurde sie ebenfalls nominiert.  Bei der EM  hatte sie dann nur einen vierminütigen Kurzeinsatz im Gruppenspiel gegen Belgien. Für die WM 2019 wurde sie nicht nominiert.

## Erfolge
- Europameister 2017

- Belgischer Meister 2012, 2013, 2014, 2015
- Belgischer Pokalsieger 2012, 2014
- Belgischer Supercup-Sieger 2012, 2013
- BeNe Supercup-Sieger 2012
- Beste Torschützin in Belgien 2012
- Niederländische Pokalsiegerin 2018/19 (Siegtreffer im Finale)